# 제인 맨스필드
제인 맨스필드(영어: Jayne Mansfield, 1933년 4월 19일 ~ 1967년 6월 29일)는 미국의 배우이다. 브로드웨이와 할리우드에서 활동하였으며, 1950년~1960년대의 육체파 배우로 마릴린 먼로나 소피아 로렌과 비교되며, 먼로보다는 약간 늦은 시기에 데뷔하여 활동했다.
1967년 자동차를 몰고 가던 중 교통사고로 사망했다.

## 생애
1933년 미국 펜실베이니아주 중산층 집안에서 태어났으며 태어날 때의 이름은 베라 제인 파머(Vera Jayne Palmer)였다. 그의 아버지는 변호사로 유명했으나 1936년 제인의 나이 세 살 때 심장마비로 갑자기 세상을 떠났다. 그 뒤 어려운 가정환경에 절망하여 방황하다가 배우를 꿈꾸었지만 실패하였고, 17세 때 7년 연상의 영화배우 미키 하기테이와 결혼해 그 해 첫 아이를 낳게 된다. 이후 5남매를 낳는다.
그 뒤 가정생활과 함께 댈러스 대학에 진학하여 연기를 공부한 뒤, 텍사스 대학에 다시 다니며 연기를 공부했으며, 지역 미인대회에 출전하여 입상하는 것과 모델 출연 등으로 생활비를 벌다가 1954년에 LA로 간다. UCLA에서 연기를 공부하며 텔레비전 시리즈의 단역을 전전하면서 동시에 브로드웨이의 연극 배우로도 활동하였다. 그러던 중 우연한 기회에 파라마운트에 픽업되었고, 스튜디오 간부들의 조언으로 흑갈색 머리를 금발로 염색한다. 홍보 전문가 짐 바이런을 만나 상담한 후 그녀는 자신을 상징하는 색깔로 핑크를 선택했고, 스스로 '폭탄 스타'(Bombshell Star)라는 별명을 붙였다.
<피트 켈리의 블루스>(1955)에서 담배 파는 여자로 등장해 단역이지만 섹스어필한 매력을 선보여 주목받았으며, 또 동시대의 유명한 배우 마릴린 먼로 등을 풍자한 풍자물에도 출연하여 주목을 끌기도 했다. 그러나 쉽게 스타덤에 오르지는 못했다.
브로드웨이의 연극 <성공이 록 헌터를 망치게 될까?>라는 연극에 과다 노출 캐릭터로 등장했다가 폭발적인 반응을 얻었고 당시 마릴린 먼로의 소속사인 20세기 폭스가 그녀를 발견한다. 이후 구릿빛 머리카락에 가슴이 강조된 꽉 끼는 가운은 그녀의 트레이드마크가 되었다.
<도둑 The Burglar>(1957)으로 돌파구를 마련한 그녀는 같은 해 자신이 했던 연극을 영화화한 작품에서 주연을 맡으면서 유명세를 얻었다. 이후 골든글로브 시상식에선 가장 유망한 신인으로 선정되었고, 사진기자들로부터 포토제닉상을 받기도 했다. 그러나 만년에 그는 알코올 중독 등에 시달렸고, 1964년에는 자신의 전속 변호사와의 간통 혐의를 받다가 남편으로부터 이혼당했다. 이후 자잘한 단역을 전전하다가 1967년 6월 29일 뉴올리언스에서 열리는 쇼에 참석하기 위해 전속 변호사와 함께 차를 몰고 가던 중, 트럭과 정면 충돌하여 그자리에서 사망하고 만다. 당시 34세였다.

## 출연 작품
- 더 걸 캔트 헬프 잇 (1956)
- 윌 석세스 스포일 락 헌터? (1957)
- 더 웨이워드 버스 (1957)
- 투 핫 투 핸들 (1960)

## 기타
긴 금발머리와 큰 가슴으로 유명하였으며, 마릴린 먼로보다 늦은 시기에 데뷔한 그는 같은 육체파 배우라는 점에서 마릴린 먼로와 비견되기도 한다. 한국 전쟁 당시 주한 미군과 UN군이 애장하던 브로마이드 사진의 주인공의 한사람이기도 했다.

## 같이 보기
- 플레이보이